# Ковалюк Роман Васильович
Роман Васильович Ковалюк (нар. 10 серпня 2005, Луцьк, Україна) — український футболіст, лівий вінґер юнацького складу рівненського «Вереса».

## Життєпис
Народився в Луцьку. Вихованець місцевої «Волині». У ДЮФЛУ, окрім луцької команди, грав за львівський «Рух». Грав за другу команду львів'ян «Рух-2» в обласній Прем'єр-лізі серед дорослих. 
На початку березня 2023 року перейшов до «Вереса», у складі якого в сезоні 2022/23 років грав в юнацькому чемпіонаті України. Вперше до заявки першої команди рівнян потрапив 17 вересня 2023 року, на програний (1:2) виїзний матч 7-го туру Прем'єр-ліги України проти криворізького «Кривбасу», але просидів усі 90 хвилин на лаві запасних. У вищому дивізіоні чемпіонату України дебютував 7 жовтня 2023 року в програному (0:2) виїзному поєдинку 10-го туру проти «Дніпра-1». Роман вийшов на поле на 46-й хвилині замість Владислав Шарай.